# チャンピオンズカップ (中央競馬)
チャンピオンズカップは、日本中央競馬会 (JRA)が中京競馬場で施行する中央競馬の重賞競走（GI）である。創設から2013年までは「ジャパンカップダート」の名称で、主に東京競馬場（2007年まで）や阪神競馬場（2008年以降）で施行していた。2008年以降は原則12月第1日曜日に開催される。
正賞は名古屋競馬株式会社賞、日本馬主協会連合会会長賞、地方競馬全国協会理事長賞、全国公営競馬主催者協議会会長賞、日本地方競馬馬主振興協会会長賞。

## 概要
日本では1970年代後半より「世界に通用する強い馬作り」が提唱され、1981年に芝2400mの国際招待競走「ジャパンカップ」が創設された。その後1995年より中央競馬と地方競馬の交流が飛躍的に拡大されるようになると、中央と地方の所属を超えたダートの重賞競走が注目されるようになり、ダートグレード競走で活躍した日本馬はアラブ首長国連邦やアメリカ合衆国のダート競走にも挑戦するようになった。このような状況の中、日本のダート競走においても『ジャパンカップと並ぶダートの国際競走を開催しよう』という気運が高まり、2000年に前身となる日本初のダート国際招待競走「ジャパンカップダート」が東京競馬場のダート2100mで創設された。
ジャパンカップダートは2007年までジャパンカップの前日（2004年は同日）に施行されていたが、距離やダートの本場であるアメリカで行われるブリーダーズカップに出走してから、本競走に出走となると日程がかなり厳しくなってしまう問題などがあり、2008年から施行時期を繰り下げ、施行場も阪神競馬場のダート1800mに変更された。
2014年からは日本調教馬を中心とした国内ダート最高峰の競走としての位置付けを明確にするため国際招待制も廃止され、馬や関係者の遠征にかかる諸費用をJRAが負担しない国際競走としたうえで、左回りである中京競馬場・ダート1800mを舞台に定量で行われる「チャンピオンズカップ」へリニューアルされた。なお、回次は2014年が第15回とされジャパンカップダートから引き継いで通算される。
外国馬の出走枠は8頭までである。2008年からジャパン・オータムインターナショナルにも指定されその最終週を飾るレースとなっており、また、指定外国競走の優勝馬や過去1年間の国内ダートGI・JpnI競走優勝馬が上位入着した場合に褒賞金を交付する制度もある（後述）。ただし外国馬の出走数は創設時より少なく、外国馬の出走が1頭もなかった年もあった。創設から2013年までに外国馬が優勝したのは2003年の1度のみで、これ以外はすべて日本馬が優勝している。
2020年より、本競走の優勝馬にはサウジアラビアの国際招待競走サウジカップへの優先出走権が与えられることになっている。
また近年、チャンピオンズカップを制した競走馬がJRA賞最優秀ダートホースを受賞するケースが多くなっている。

### 競走条件
以下の内容は、原則として2024年現在のもの。
- サラ系3歳以上（出走可能頭数：16頭）
  - JRA所属馬
  - 地方競馬所属馬（JRA選定馬のみ[4]）
  - 外国調教馬（最大8頭まで、優先出走）
- 負担重量：定量（3歳57kg（開催日が12月1日以前の場合は56kg[註 2]）、4歳以上58kg、牝馬2kg減）。
- 出馬投票を行った馬のうち、優先出走権のある馬から優先して割り当て、その他の馬は「通算収得賞金」+「過去1年間の収得賞金」+「過去2年間のGI競走における収得賞金」の総計が多い順に出走できる。

#### 優先出走権を得られる条件
- 出馬投票を行っている外国調教馬
- レーティング上位の5頭
- 当該年に行われる以下の競走のいずれかで1着となった馬（中央・地方の所属は問わない）[8]

| 競走名           | 格   | 競馬場     | 距離        |
| ---------------- | ---- | ---------- | ----------- |
| みやこステークス | GIII | 京都競馬場 | ダート1800m |
| 武蔵野ステークス | GIII | 東京競馬場 | ダート1600m |

### 賞金
2024年の1着賞金は1億2000万円で、以下2着4800万円、3着3000万円、4着1800万円、5着1200万円また、2022年度からは1着賞金は1億2000万円となる。

#### 褒賞金制度
日本中央競馬会が指定する外国競走（下表参照）の本年度優勝馬が本競走で1着となった場合は70万米ドル、2着の場合は28万米ドル、3着の場合は17.5万米ドルを褒賞金として交付する。
また、過去1年間に行われた国内ダートGI・JpnI競走の優勝馬が本競走で1着となった場合は5000万円、2着の場合は2000万円、3着の場合は1000万円の褒賞金を交付する。
これらの褒賞金はいずれも、クラス分けに用いる収得賞金には算入されない。
| 開催国・競走名                   | 格 | 競馬場                   | 距離        |
| -------------------------------- | -- | ------------------------ | ----------- |
| サウジカップ                     | G1 | キングアブドゥルアジーズ | ダート1800m |
| サンタアニタハンデキャップ       | G1 | サンタアニタパーク       | ダート10f   |
| ドバイワールドカップ             | G1 | メイダン                 | ダート2000m |
| ケンタッキーダービー             | G1 | チャーチルダウンズ       | ダート10f   |
| プリークネスステークス           | G1 | ピムリコ                 | ダート9.5f  |
| メトロポリタンハンデキャップ     | G1 | ベルモントパーク         | ダート8f    |
| ベルモントステークス             | G1 | ベルモントパーク         | ダート12f   |
| ホイットニーステークス           | G1 | サラトガ                 | ダート9f    |
| トラヴァーズステークス           | G1 | サラトガ                 | ダート10f   |
| パシフィッククラシックステークス | G1 | デルマー                 | ダート10f   |
| ウッドワードステークス           | G1 | ベルモントパーク         | ダート9f    |
| ジョッキークラブゴールドカップ   | G1 | サラトガ                 | ダート10f   |
| ブリーダーズカップ・クラシック   | G1 | 持ち回り                 | ダート10f   |

| 開催国・競走名                     | 格 | 競馬場             | 距離      |
| ---------------------------------- | -- | ------------------ | --------- |
| ハリウッドゴールドカップステークス | G1 | サンタアニタパーク | ダート10f |

### コース
中京競馬場のダートコース、1800mを使用。
正面直線の中央やや第3コーナー寄りの位置から発走し、左回りに1周する。勾配のきつい急坂の途中からスタートするため、スタート直後からいきなり上り勾配となっている。ゴール地点の手前から緩く下り、第2コーナーの途中から向正面の中ほどまで上り勾配が続く。そこから第4コーナーを過ぎるまで高低差3.4mを一気に下り、直線に向くと再び急坂となる。急坂を上りきり、200m程度走行したところがゴールとなる。
ダートが主流のアメリカでは赤土を用いておりスピードの出やすいダートが主流だが、日本のダートは砂を用いておりスピードが出にくい。2007年に来日したスチューデントカウンシルは時計のかかる馬場向きと見てブリーダーズカップ・クラシックを回避して、このレースに出走した経緯がある。
ただし日本馬のレベルが向上したことに加えアメリカ勢の惨敗が続いているため、アメリカの競馬関係者の中にはジャパンカップダートに出走すること自体が無謀という考えも多くあった。また、根本的な問題として、アメリカの競馬場は全て左回りであることから、右回りの阪神競馬場での開催に疑問の声もあった。そのため、2014年から左回りの中京競馬場のダート1800mで開催されることとなった。

## 歴史
- 2000年 - 4歳以上の馬による国際招待競走「ジャパンカップダート」を創設、東京競馬場のダート2100mで施行[4]。
- 2001年
  - 馬齢表記を国際基準へ変更したことに伴い、出走条件を「3歳以上」に変更。
  - 外国調教馬の招待枠が8頭に拡大。
- 2008年
  - 施行場・距離を阪神競馬場（ダート1800m）に変更[17]。
  - ジャパン・オータムインターナショナルに指定[17]。
- 2014年
  - 名称を「チャンピオンズカップ」に変更[4]。
  - 施行場を中京競馬場に変更[4]。
  - 国際競走へ変更[4]。
  - トライアル制を確立し、指定された競走の1着馬に優先出走を付与。
  - 「JRA60周年記念」の副称をつけて施行[18]。

### 歴代優勝馬
距離はすべてダートコース。
優勝馬の馬齢は、2000年も現行表記に揃えている。
競走名は第14回まで「ジャパンカップダート」、第15回から「チャンピオンズカップ」。
外国調教馬の所属表記は出典があるもののみ記載し、出典がない場合は空欄とした。
| 回数   | 施行日          | 競馬場 | 距離  | 優勝馬                     | 性齢 | 所属 | タイム | 優勝騎手     | 管理調教師 | 馬主                                 | 単勝オッズ | 単勝人気 | 1着本賞金   |
| ------ | --------------- | ------ | ----- | -------------------------- | ---- | ---- | ------ | ------------ | ---------- | ------------------------------------ | ---------- | -------- | ----------- |
| 第1回  | 2000年 11月25日 | 東京   | 2100m | ウイングアロー             | 牡5  | JRA  | 2:07.2 | 岡部幸雄     | 南井克巳   | 池田實                               | 5.8        | 4        | 1億3000万円 |
| 第2回  | 2001年 11月24日 | 東京   | 2100m | クロフネ                   | 牡3  | JRA  | 2:05.9 | 武豊         | 松田国英   | 金子真人                             | 1.7        | 1        | 1億3000万円 |
| 第3回  | 2002年 11月23日 | 中山   | 1800m | イーグルカフェ             | 牡5  | JRA  | 1:52.2 | L.デットーリ | 小島太     | 西川清                               | 20.8       | 5        | 1億3000万円 |
| 第4回  | 2003年 11月29日 | 東京   | 2100m | フリートストリートダンサー | 騸5  | USA  | 2:09.2 | J.コート     | D.オニール | T.レザーマン                         | 49.3       | 11       | 1億3000万円 |
| 第5回  | 2004年 11月28日 | 東京   | 2100m | タイムパラドックス         | 牡6  | JRA  | 2:08.7 | 武豊         | 松田博資   | （有）社台レースホース               | 12.0       | 4        | 1億3000万円 |
| 第6回  | 2005年 11月26日 | 東京   | 2100m | カネヒキリ                 | 牡3  | JRA  | 2:08.0 | 武豊         | 角居勝彦   | 金子真人ホールディングス（株）       | 2.1        | 1        | 1億3000万円 |
| 第7回  | 2006年 11月25日 | 東京   | 2100m | アロンダイト               | 牡3  | JRA  | 2:08.5 | 後藤浩輝     | 石坂正     | （有）キャロットファーム             | 15.2       | 7        | 1億3000万円 |
| 第8回  | 2007年 11月24日 | 東京   | 2100m | ヴァーミリアン             | 牡5  | JRA  | 2:06.7 | 武豊         | 石坂正     | （有）サンデーレーシング             | 2.3        | 1        | 1億3000万円 |
| 第9回  | 2008年 12月7日  | 阪神   | 1800m | カネヒキリ                 | 牡6  | JRA  | 1:49.2 | C.ルメール   | 角居勝彦   | 金子真人ホールディングス（株）       | 9.8        | 4        | 1億3000万円 |
| 第10回 | 2009年 12月6日  | 阪神   | 1800m | エスポワールシチー         | 牡4  | JRA  | 1:49.9 | 佐藤哲三     | 安達昭夫   | （株）友駿ホースクラブ               | 3.1        | 1        | 1億3000万円 |
| 第11回 | 2010年 12月5日  | 阪神   | 1800m | トランセンド               | 牡4  | JRA  | 1:48.9 | 藤田伸二     | 安田隆行   | 前田幸治                             | 3.5        | 1        | 1億3000万円 |
| 第12回 | 2011年 12月4日  | 阪神   | 1800m | トランセンド               | 牡5  | JRA  | 1:50.6 | 藤田伸二     | 安田隆行   | 前田幸治                             | 2.0        | 1        | 1億3000万円 |
| 第13回 | 2012年 12月2日  | 阪神   | 1800m | ニホンピロアワーズ         | 牡5  | JRA  | 1:48.8 | 酒井学       | 大橋勇樹   | 小林百太郎                           | 19.9       | 6        | 1億3000万円 |
| 第14回 | 2013年 12月1日  | 阪神   | 1800m | ベルシャザール             | 牡5  | JRA  | 1:50.4 | C.ルメール   | 松田国英   | （有）社台レースホース               | 8.4        | 3        | 1億3000万円 |
| 第15回 | 2014年 12月7日  | 中京   | 1800m | ホッコータルマエ           | 牡5  | JRA  | 1:51.0 | 幸英明       | 西浦勝一   | 矢部道晃                             | 5.9        | 2        | 9400万円    |
| 第16回 | 2015年 12月6日  | 中京   | 1800m | サンビスタ                 | 牝6  | JRA  | 1:50.4 | M.デムーロ   | 角居勝彦   | （株）ヒダカ・ブリーダーズ・ユニオン | 66.4       | 12       | 9400万円    |
| 第17回 | 2016年 12月4日  | 中京   | 1800m | サウンドトゥルー           | 騸6  | JRA  | 1:50.1 | 大野拓弥     | 高木登     | 山田弘                               | 15.9       | 6        | 9700万円    |
| 第18回 | 2017年 12月3日  | 中京   | 1800m | ゴールドドリーム           | 牡4  | JRA  | 1:50.1 | R.ムーア     | 平田修     | 吉田勝己                             | 13.0       | 8        | 9700万円    |
| 第19回 | 2018年 12月2日  | 中京   | 1800m | ルヴァンスレーヴ           | 牡3  | JRA  | 1:50.1 | M.デムーロ   | 萩原清     | （株）G1レーシング                   | 1.9        | 1        | 1億円       |
| 第20回 | 2019年 12月1日  | 中京   | 1800m | クリソベリル               | 牡3  | JRA  | 1:48.5 | 川田将雅     | 音無秀孝   | （有）キャロットファーム             | 4.4        | 2        | 1億円       |
| 第21回 | 2020年 12月6日  | 中京   | 1800m | チュウワウィザード         | 牡5  | JRA  | 1:49.3 | 戸崎圭太     | 大久保龍志 | 中西忍                               | 13.3       | 4        | 1億円       |
| 第22回 | 2021年 12月5日  | 中京   | 1800m | テーオーケインズ           | 牡4  | JRA  | 1:49.7 | 松山弘平     | 高柳大輔   | 小笹公也                             | 3.3        | 1        | 1億円       |
| 第23回 | 2022年 12月4日  | 中京   | 1800m | ジュンライトボルト         | 牡5  | JRA  | 1:51.9 | 石川裕紀人   | 友道康夫   | 河合純二                             | 7.9        | 3        | 1億2000万円 |
| 第24回 | 2023年 12月3日  | 中京   | 1800m | レモンポップ               | 牡5  | JRA  | 1:50.6 | 坂井瑠星     | 田中博康   | ゴドルフィン                         | 3.8        | 1        | 1億2000万円 |
| 第25回 | 2024年 12月1日  | 中京   | 1800m | レモンポップ               | 牡6  | JRA  | 1:50.1 | 坂井瑠星     | 田中博康   | ゴドルフィン                         | 2.2        | 1        | 1億2000万円 |

## チャンピオンズカップの記録
- レースレコード - 1:48.5（第20回優勝馬 クリソベリル）[20]
  - 優勝タイム最遅記録 - 1:52.2（第3回優勝馬 イーグルカフェ）[21]
- 最年長優勝馬 - 6歳（第5回優勝馬 タイムパラドックス、第9回優勝馬 カネヒキリ、第16回優勝馬 サンビスタ、第25回優勝馬 レモンポップ）
- 最多優勝馬 - 2勝（第6回・第9回優勝馬 カネヒキリ、第11回・第12回優勝馬 トランセンド、第24回・第25回優勝馬 レモンポップ）
- 最多優勝騎手 - 4勝
  - 武豊（第2回・第5回・第6回・第8回）[22]
- 最多優勝調教師 - 3勝
  - 角居勝彦（第6回・第9回・第16回）[23]
- 最多優勝種牡馬 - 4勝（キングカメハメハ(第14回・第15回・第21回・第23回)）[24]
- 最年長優勝騎手 - 岡部幸雄（第1回・52歳25日）

## フォトギャラリー

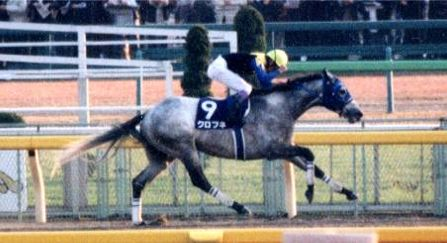
第2回ジャパンカップダート
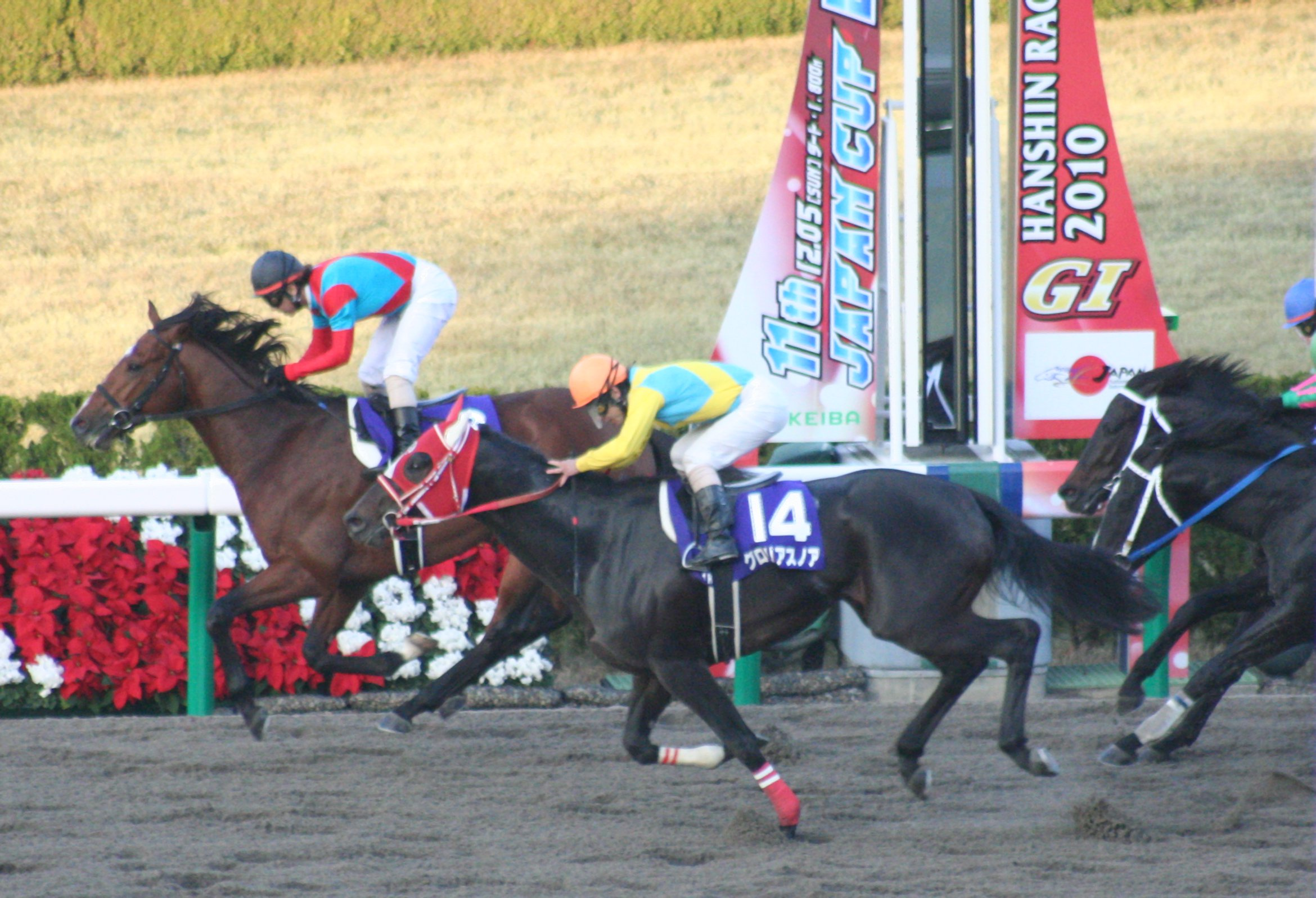
第11回ジャパンカップダート
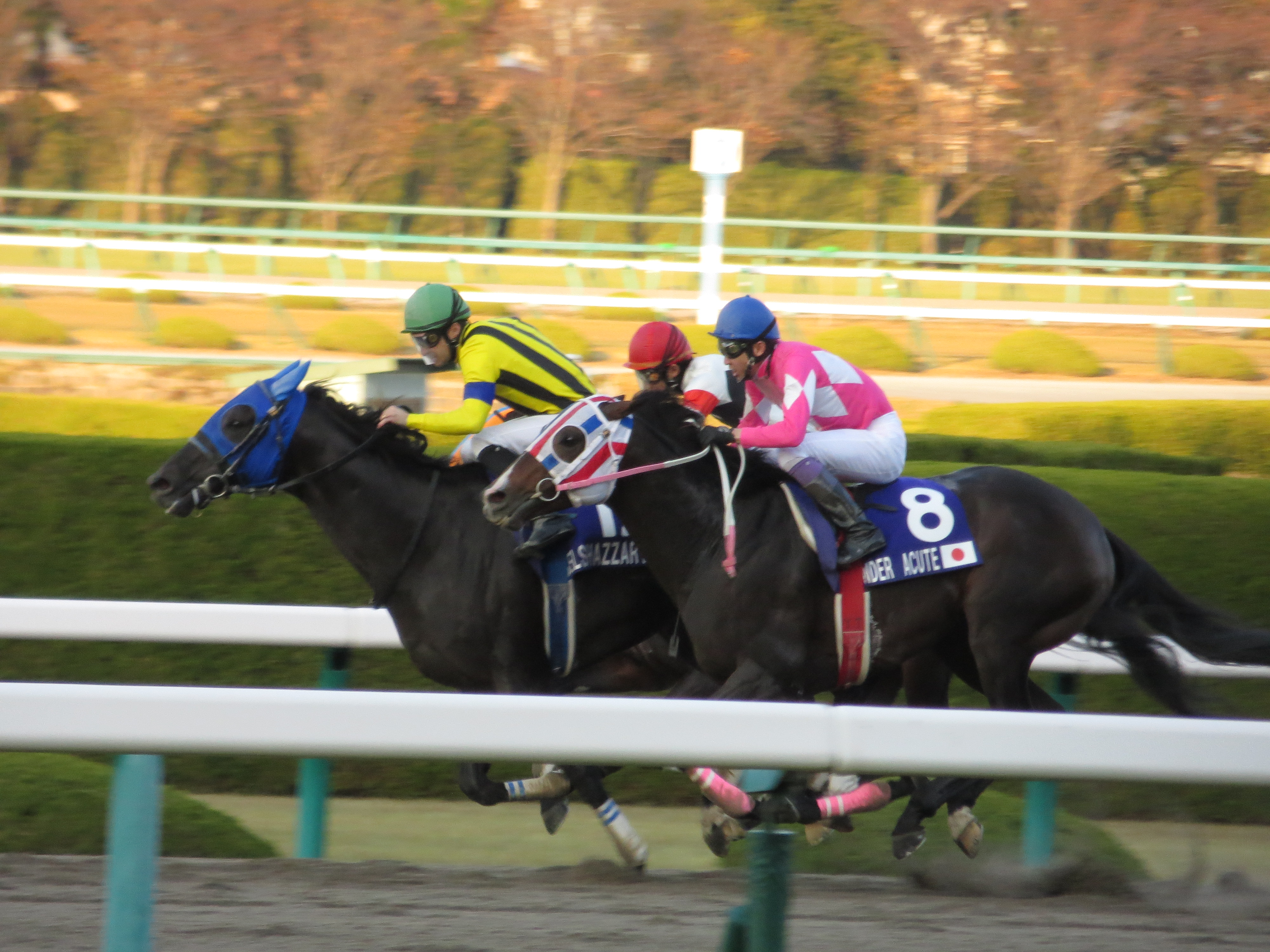
第14回ジャパンカップダート
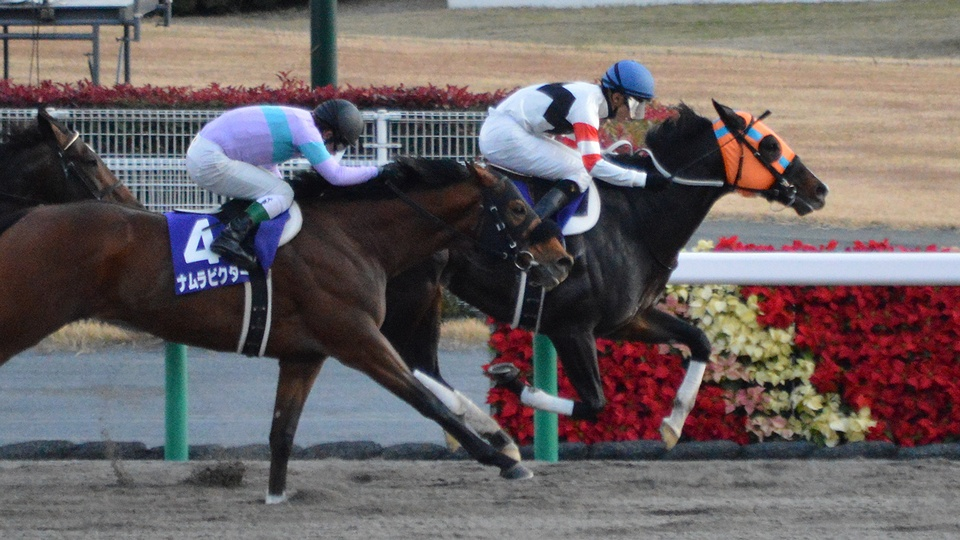
第15回チャンピオンズカップ
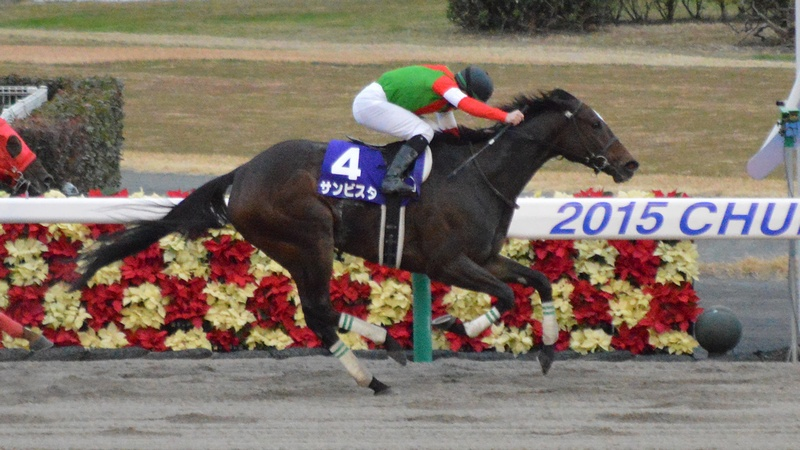
第16回チャンピオンズカップ
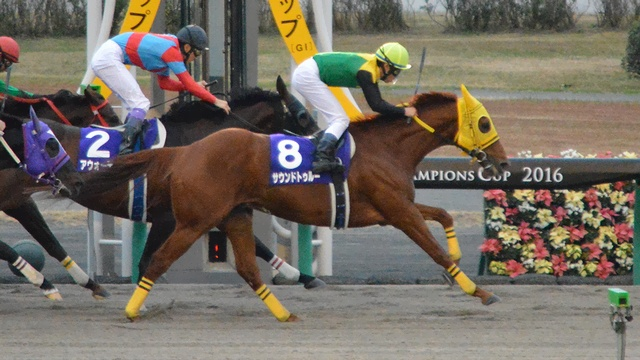
第17回チャンピオンズカップ
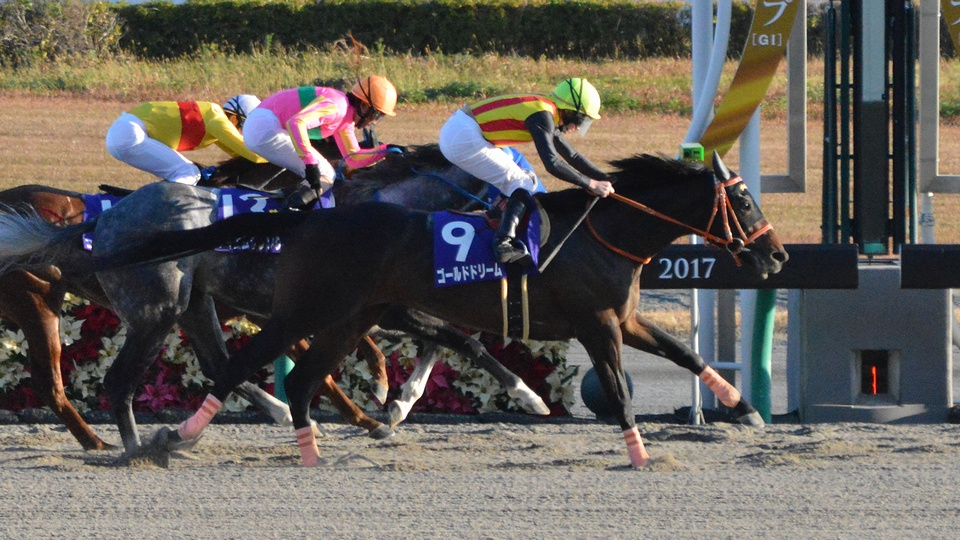
第18回チャンピオンズカップ
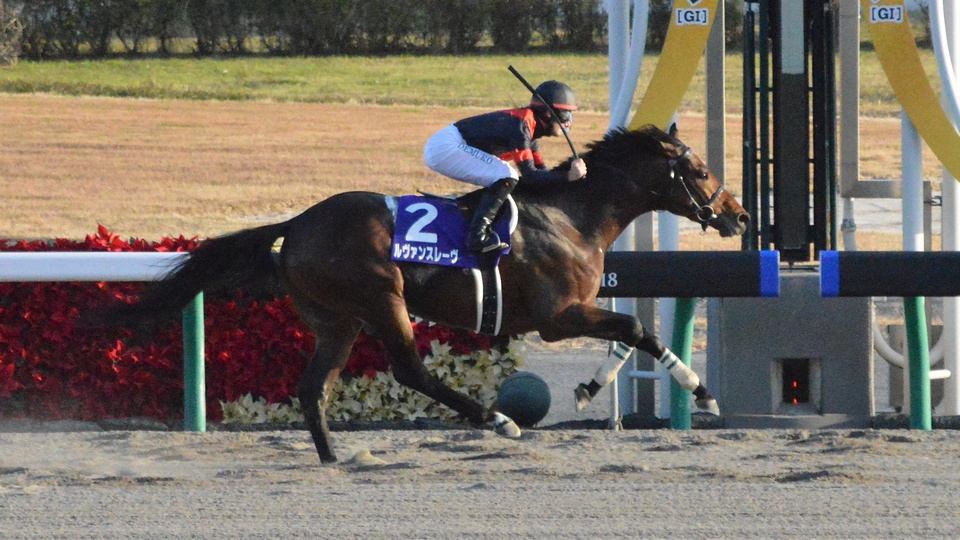
第19回チャンピオンズカップ
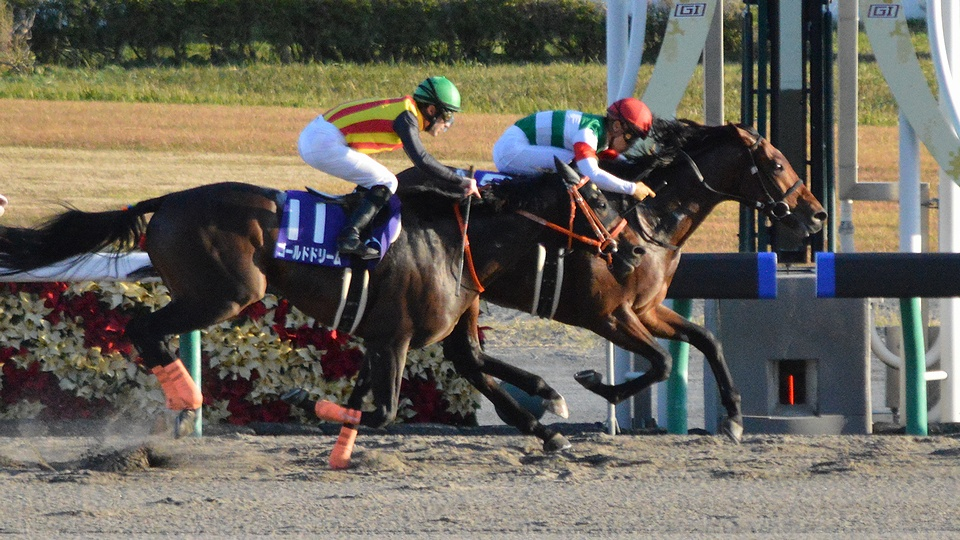
第20回チャンピオンズカップ
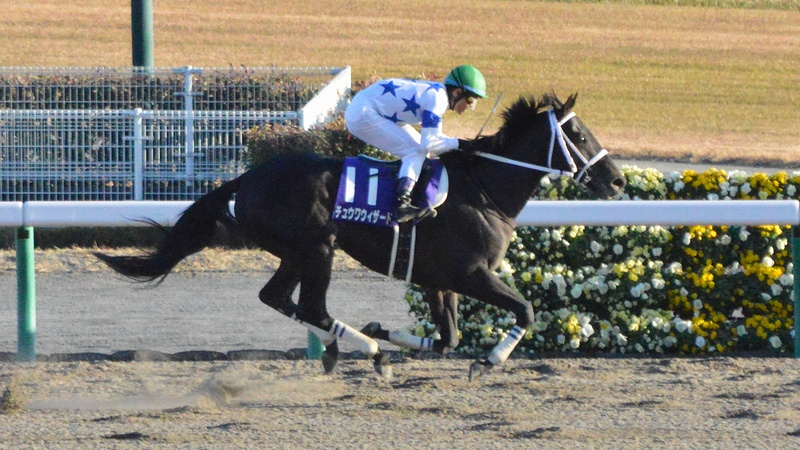
第21回チャンピオンズカップ
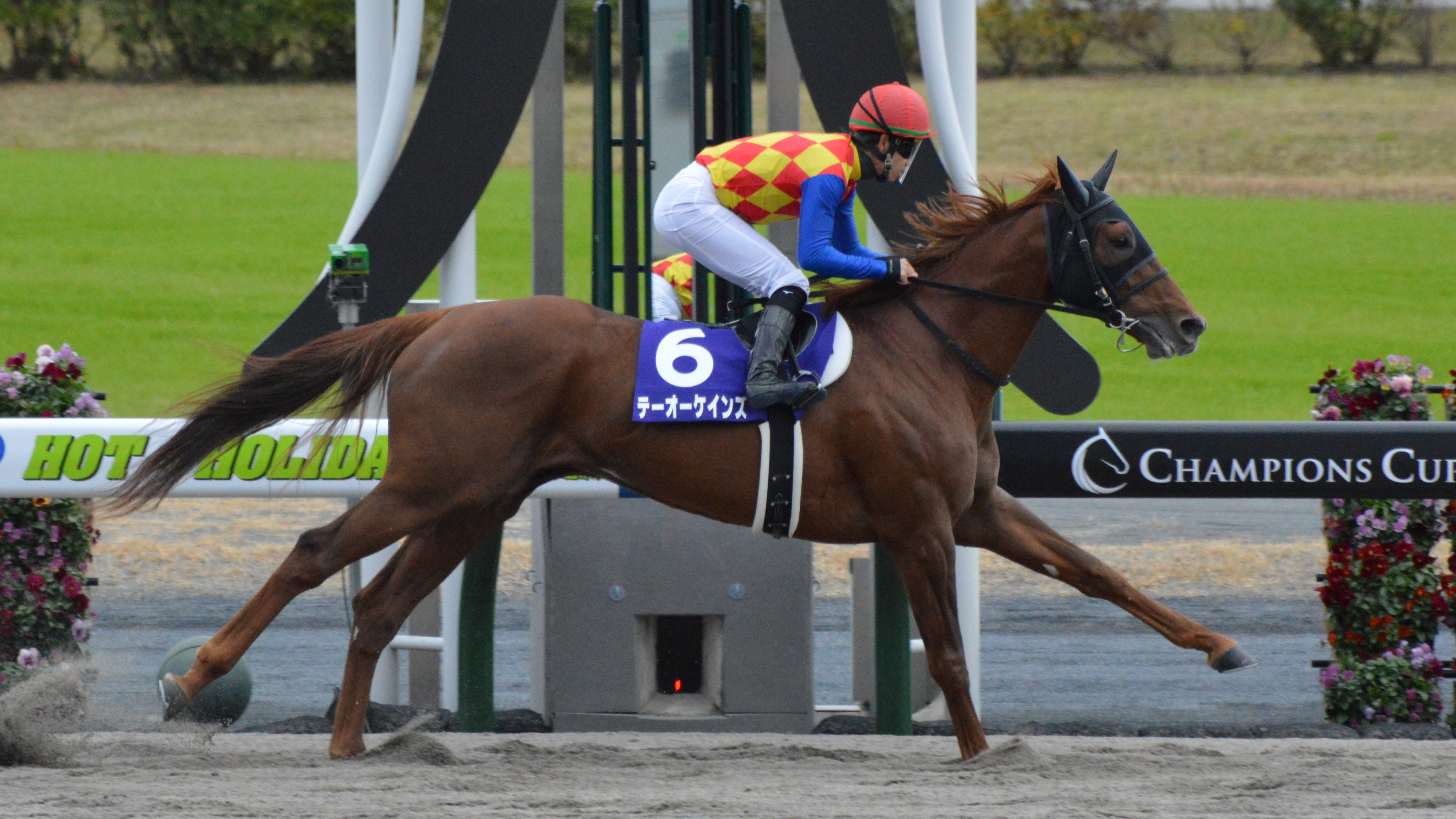
第22回チャンピオンズカップ